# Francesco Roder
Francesco Roder Bullé Goyri (n. 8 de enero de 1983, Ciudad de México, México) es un actor, director y guionista italiano-mexicano.

## Biografía
Francesco Roder nació el 8 de enero de 1983 en la Ciudad de México de padre italiano y madre mexicana y creció en un pequeño pueblo en la Italia septentrional. Estudió cinematografía en la Universidad de Údine y en Roma. Como actor, fue entrenado por John Strasberg, Giovanni Morassutti y la actriz y directora ecuatoriana Clara Salgado, entre otros.
Durante sus estudios de cine, produjo la película The Bet, un mockumentary estudiantil en el que aparecen como sí mismos el director Alfonso Cuarón, la actriz Heather Langenkamp y el productor Domenico Procacci. El proyecto se estrenó diez años más tarde como serie web.
Empezó la carrera profesional con un puesto de interno en el departamento de dirección de la película Come Dio Comanda del premio Óscar Gabriele Salvatores, en 2008. Como director debutó con el cortometraje Snowflake, protagonizado por las norteamericanas Ele Keats y Tracy Middendorf y ganador del American Movie Award en 2015.
Como actor ha trabajado en México y en Italia en películas como 31 días de Erika Grediaga, P.O.E. Poetry of Eerie de Matteo Corazza, Bella Addormentata de Marco Bellocchio, Venetian Dream de Cathy Beasley y Los días más oscuros de nosotras de Astrid Rondero. Ha participado en las series Mai per Amore de Marco Pontecorvo (RAI) y Sincronía de Gustavo Loza (Blim) y en varios comerciales para el Gobierto de México, Volkswagen, Grupo Modelo, Optima Italia, MIB - School of Business, entre otros. 
En teatro participó en varias obras incluyendo Katzelmacher de Rainer Werner Fassbinder, Peanuts de Fausto Paravidino y Los combustibles de Amélie Nothomb.

## Filmografía Actor
- The Bet (2007)
- P.O.E. Poetry of Eerie (2011)
- Mai per amore: Ragazze in Web (2012)
- Bella addormentata (2012)
- 31 días (2013)
- 17 a mezzanotte (2014)
- A Venetian Dream (2015)
- La vida inmoral de la pareja ideal (2016)
- Los días más oscuros de nosotras (2017)

## Premios y nominaciones
| Año  | Premio                                          | Trabajo            | Categoría                                | Resultado |
| ---- | ----------------------------------------------- | ------------------ | ---------------------------------------- | --------- |
| 2014 | Acolade Competition                             | Snowflake          | Mejor corto LGBT (premio por excelencia) | Ganador   |
| 2015 | American Movie Awards                           | Snowflake          | Mejor corto                              | Ganador   |
| 2015 |                                                 | Mejor Cortometraje | Mejor corto LGBT (premio por excelencia) | Ganador   |
| 2014 | Cine Diverso EUA                                | Snowflake          | Cortometraje                             | Ganador   |
| 2016 | Pi Fi Li Horror Festival                        | El intruso         | Mejor cortometraje                       | Nominado  |
| 2011 | FMK International Short Film Festival           | Bloody Toner       | Mejor corto de horror                    | Ganador   |
| 2014 | HollyShorts Film Festival                       | Snowflake          | Mejor cortometraje                       | Nominado  |
| 2015 | International Independent Film Awards           | Snowflake          | Mejor cortometraje narrativo             | Ganador   |
| 2015 | Los Angeles International Film Festival Awards  | Snowflake          | Mejor corto de drama                     | Nominado  |
| 2015 | Macon Film Festival                             | Snowflake          | Mejor cortometraje narrativo             | Nominado  |
| 2015 | Maremetraggio International Short Film Festival | Snowflake          | Mejor cortometraje                       | Nominado  |
| 2015 | MIX México Festival de Cine y Video             | Snowflake          | Mejor cortometraje                       | Nominado  |
| 2014 | Rumschpringe                                    | Snowflake          | Mejor cortometraje de drama              | Ganador   |
| 2016 | The IndieFest Film Awards                       | Snowflake          | Mejor cortometraje                       | Ganador   |